# جواكيم أغوستينو
جواكيم أغوستينو (بالبرتغالية: Joaquim Agostinho‏) مواليد 7 أبريل 1943 - الوفاة 10 مايو 1984، كان دراج برتغالي في صنف سباق الدراجات على الطريق.

## سجل النتائج

### سباقات أو مراحل فاز بها
- طواف فرنسا
- طواف إسبانيا
- طواف سويسرا

## وصلات خارجية
- الموقع الرسمي

## روابط خارجية
- جواكيم أغوستينو على موقع أرشيف الدراجات (الإنجليزية)
- جواكيم أغوستينو على موقع إحصائيات الدراجات الإحترافية (الإنجليزية)
- جواكيم أغوستينو على موقع CycleBase (الإنجليزية)